# Malone (Floride)
Pour les articles homonymes, voir Malone.
Malone est une ville américaine située dans le comté de Jackson en Floride.

## Démographie
| 1930 | 1940 | 1950 | 1960 | 1970 | 1980 |
| ---- | ---- | ---- | ---- | ---- | ---- |
| 418  | 442  | 521  | 661  | 667  | 897  |

| 1990 | 2000  | 2010  | - | - | - |
| ---- | ----- | ----- | - | - | - |
| 765  | 2 007 | 2 088 | - | - | - |

Selon le recensement de 2010, Malone compte 2 088 habitants. La municipalité s'étend sur 3,13 milles carrés (8,11 km2).